# イルスホーフェン
イルスホーフェン (ドイツ語: Ilshofen, ドイツ語発音: [ɪlsˈhoːfn̩]) は、ドイツ連邦共和国バーデン＝ヴュルテンベルク州北東部シュヴェービッシュ・ハル郡に属す郡所属市。この街は、郡庁所在地であるシュヴェービッシュ・ハルとクライルスハイムの中間に位置している。

## 地理

### 位置
イルスホーフェンの市域は2つの部分に分かれている。オーバーシュタイナハ地区は、残りの市域の西側にヴォルパーツハウゼンあるいはゲーラブロンを挟んで離れて位置している。

### 市の構成
イルスホーフェンは、中核区であるイルスホーフェン自身とかつて独立した自治体であった以下の市区からなる。エッカーツハウゼン（グロースアルマースパンおよびオーバーシュメラッハを含む）、オーバーシュタイナハ（アルテンベルク、ニーダーシュタイナハ、ザンデルスブロン、ゼルボット、ヴィンディッシュ＝ブラハバッハを含む）、ルッパーツホーフェン（ヘッセナウ、レオフェルスを含む）、ウンターアスパッハ（オーバーアスパッハ、小集落ガウクスハウゼン、ケーレヴェック、オーバーシェファッハ、シュターデル、シュタインベヒレ、およびレルヒェンミューレを含む）

### 隣接市町村
イルスホーフェンに隣接する市町村は、北から時計回りに、ゲーラブロン、キルヒベルク・アン・デア・ヤクスト、クライルスハイム、フェルベルク、シュヴェービッシュ・ハル、ヴォルパーツハウゼン。オーバーシュタイナハ地区に隣接するのは、南からヴォルパーツハウゼン、ブラウンスバッハ、ランゲンブルク、ゲーラブロンである。以上の市町村はすべてシュヴェービッシュ・ハル郡に属す。

## 歴史

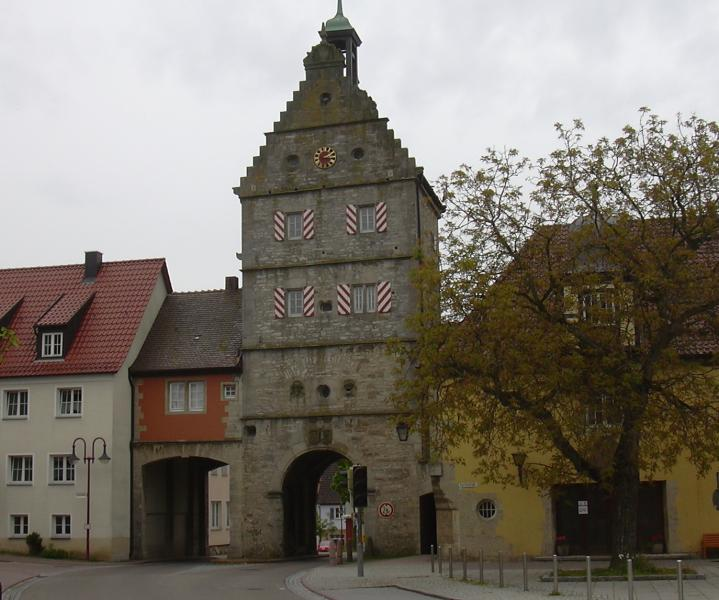
ハラー門

イルスホーフェンは、1288年にフリューゲラウ伯の領地として初めて文献に登場する。1330年、Ulleshovenは、皇帝ルートヴィヒ4世から、シュヴェービッシュ・ハルがすでに享受していた都市権を授けられた。所有者であるホーエンローエ伯ウルリッヒの負債のためにこの街は帝国都市ディンケルスビュール、シュヴェービッシュ・ハルおよびローテンブルク・オプ・デア・タウバーに売却された。その後、時代の経過につれイルスホーフェンはその全域がハルの所有となった。シュヴェービッシュ・ハルが所有した時代に、ヴュルテンベルク軍によりシュヴェービッシュ・ハルがヴュルテンベルク公領、後のヴュルテンベルク王国に併合されるとイルスホーフェンも1802年にヴュルテンベルク領となった。第二次世界大戦の末期にこの都市は、武装親衛隊の敗残兵部隊とアメリカ軍との銃撃戦・砲撃戦で甚大な損害を被った。
連邦共和国の成立後、イルスホーフェン盆地という枠組みが整備され、新たな近隣関係がもたらされた。1967年に水利連盟が設立されたほか、イルスホーフェン教育連盟が締結された。1970年代の自治体再編の時代に、現在の市区であるエッカーツハウゼン、ウンターアスパッハ、オーバーシュタイナハ、ルッパーツホーフェンが合併した。

### 合併
- 1971年12月1日: エッカーツハウゼン
- 1972年1月1日: オーバーシュタイナハ
- 1973年1月1日: ルッパーツホーフェン
- 1975年1月1日: ウンターアスパッハ

## 見所

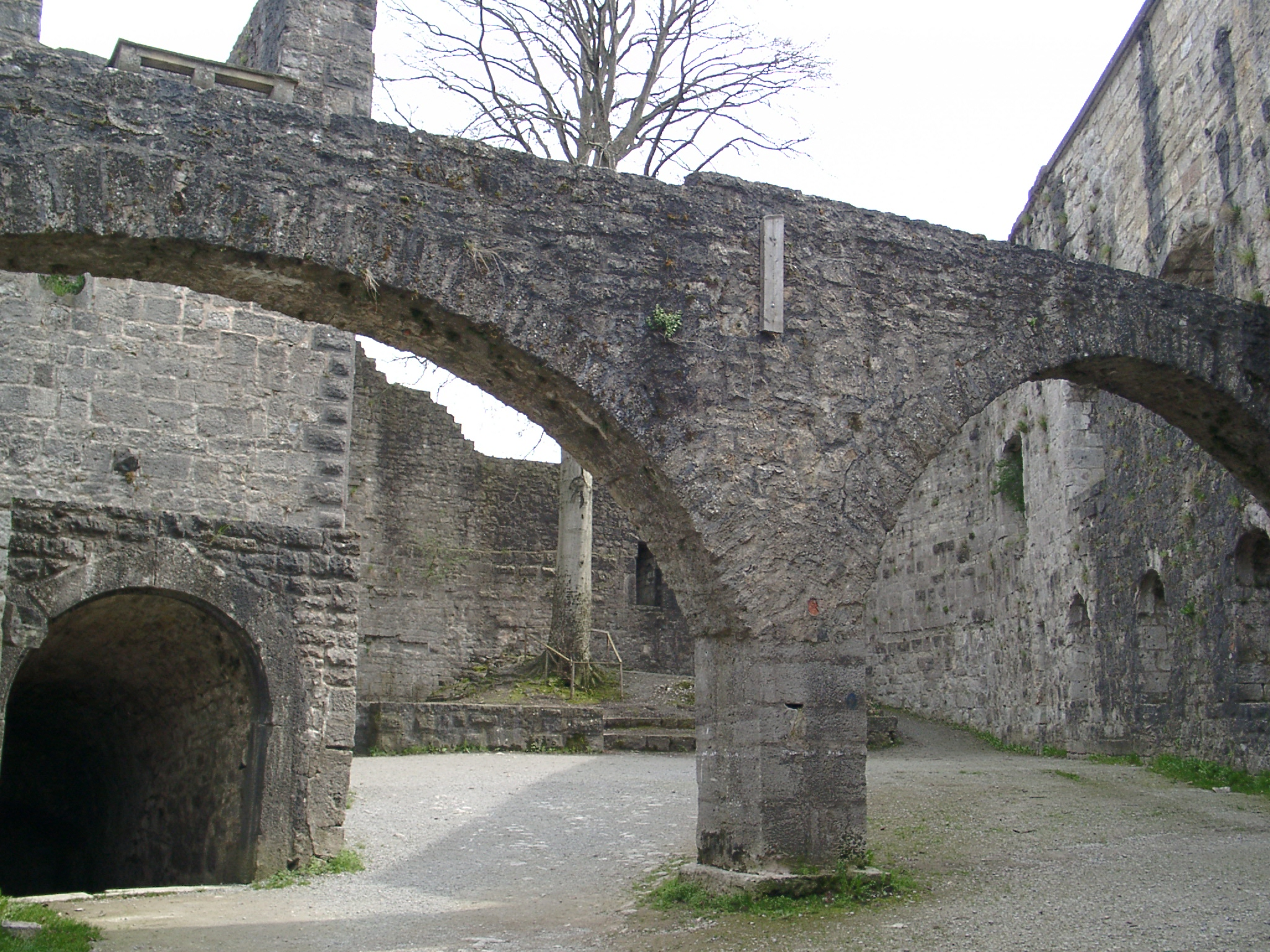
レオフェルス城趾

シュタウフェン時代のドイツ南西部における重要な城跡であるレオフェルス城趾が市有地内にある。

## 余暇とスポーツ
- 1600人以上のメンバーを擁するシュヴェービッシュ・ハル郡で3番目に大きなスポーツクラブTSV Ilshofen 1862 e.V.がある。大体育館、ハードコート、400mトラック、2面のサッカー場などの施設がある。
- ウンターアスパッハ地区には、子供用プールと50mプールをもつ、屋外プール施設がある。

## 友好都市
- クラインゼルク （オーストリア、シュタイアーマルク州）1972年
- レンゲフェルト （ドイツ、ザクセン州）1990年

## 経済と社会資本

### 交通
この都市は、23系統シュヴェービッシュ・ハル行き、66系統クライルスハイム行きのバス路線がある。シュヴェービッシュ・ハル郡交通連盟に加盟している。

## 引用
1. ↑  Statistisches Landesamt Baden-Württemberg – Bevölkerung nach Nationalität und Geschlecht am 31. Dezember 2023 (CSV-Datei)
2. ↑  Max Mangold, ed (2005). Duden, Aussprachewörterbuch (6 ed.). Dudenverl. p. 422. ISBN 978-3-411-04066-7